# ناللیکاری
نالْلیکاری (به فنلاندی: Nallikari) یک منطقهٔ مسکونی در فنلاند است که در اولو، فنلاند واقع شده‌است.